# György Bognár
György Bognár (Baja, 5 de novembro de 1961) é um ex-futebolista húngaro que atuou pela seleção de seu país na Copa do Mundo de 1986.